# Bregałnica
Bregałnica (maced. Брегалница) – rzeka we wschodniej Macedonii Północnej, lewy dopływ Wardaru w zlewisku Morza Egejskiego. Długość - 225 km, powierzchnia zlewni – 4.307 km², średni przepływ u ujścia - 28 m³/s.
Źródła Bregałnicy znajdują się na wysokości 1720 m n.p.m. w górach Maleszewska płanina. Rzeka płynie na północ, przepływa przez sztuczny zbiornik Berowsko ezero i zatacza łuk na zachód wokół masywu Czawki. Tworzy sztuczny zbiornik Kalimanci i wypływa na równinę Koczansko pole między pasmami górskimi Osogowska Płanina na północy i Płaczkowica na południu. Przepływa przez miasto Sztip, okrąża północny skraj gór Serta i wpada do Wardaru na północ od wsi Gradsko.